# Елиптицитет
Елиптицитет или спљоштеност обртног сфероида представља меру померања пола према екватору.
{\displaystyle {}_{\color {white}x}f={\mbox{ver}}(o\!\varepsilon )=2\sin ^{2}\left({\frac {o\!\varepsilon }{2}}\right)=1-\cos(o\!\varepsilon )={\frac {a-b}{a}};\,\!}
{\displaystyle f'=\tan ^{2}\left({\frac {o\!\varepsilon }{2}}\right)={\frac {1-\cos(o\!\varepsilon )}{1+\cos(o\!\varepsilon )}}={\frac {a-b}{a+b}}.\,\!}